# Antillesina
Antillesina es un género de foraminífero bentónico considerado un sinónimo posterior de Cribropullenia de la subfamilia Pulleniinae, de la familia Nonionidae, de la superfamilia Nonionoidea, del suborden Rotaliina y del orden Rotaliida. Su especie tipo era Nonion? marielensis. Su rango cronoestratigráfico abarca desde el Eoceno hasta el Oligoceno.

## Clasificación
Antillesina incluye a la siguiente especie:
- Antillesina marielensis †